# Адам Пшеворський
Адам Пшеворський (англ. Adam Przeworski); нар. 5 травня 1940, Варшава. Американський політолог польського походження. Закінчив Варшавський університет (1961). Емігрував у США. Науковий ступінь доктора філософії здобув у Північно-Західному університеті. Викладав у Чиказькому університеті. Нині — професор Нью-Йоркського університету. Лауреат премії англ. Woodrow Wilson (2001) та англ. Johan Skytte у галузі політичних наук (2010).

## Наукова діяльність
Адам Пшеворський досліджує проблеми демократії, політичної економії, транзитології, методології транснаціональних досліджень. Здійснив значний внесок у розвиток компаративістики (порівняльної політології як субдисципліни, предмет якої — сучасні політичні системи й інститути, вектори зовнішньої та внутрішньої політики різних країн). Значну увагу приділяє вивченню сутності, змісту і форм трансформаційних процесів, руху від авторитаризму до демократії зокрема в країнах Південної і Східної Європи, Латинської Америки. Ці процеси дослідник позначає поняттям «переходу» від монополістичних, ізольованих і контрольованих державою економік до надійного у економічному відношенні ринку.
Аналізуючи рух до демократії та ринкової економіки, А. Пшеворський визначає умови стабільності демократії, серед яких особливе місце відводить: згоді всіх політичних сил, яка зрештою й забезпечує успіх переговорів, що провадяться з метою створення міцних соціальних і політичних інститутів; універсальності перешкод на шляху побудови демократії та ринкової економіки у різних країнах; значенню для добробуту суспільства механізмів розподілу тощо. Це дозволило науковцю зробити невтішний висновок щодо успіху й ефективності демократії, яку він визначає лише як один із можливих варіантів подолання авторитаризму.
Демократію А. Пшеворський визначає як систему подолання соціальних суперечностей, коли жодна зі сторін ніколи повністю не контролює ситуацію і не визначає результат політичних подій, який для усіх політичних суб'єктів залишається невизначеним. Головна фундаментальна цінність демократії, на його думку, — захищеність від насилля і сваволі, що пов'язується, передусім, з іманентним станом зазначеної невизначеності за умов рівнозначності провідних політичних сил і непередбачуваності їх майбутнього, яке є відкритим і залежить тільки від уподобань виборців. Пізніше А. Пшеворський доходить висновку, що вирішальними в побудові ефективної ринкової економіки є міжнародні фактори, а до успіху ведуть тільки соціальні механізми матеріально-майнової відповідальності громадян за наслідки їхніх дій, тобто в суспільстві має бути вибудовано систему зворотних зв'язків, стримувань і противаг. Для міцності і стабільності демократичних інститутів, на думку дослідника, потрібно, щоб вони не тільки відповідали інтересам усіх політичних сил, але й забезпечували помітне економічне зростання країни. Тобто демократія і ринкова економіка взаємодоповнюють одна одну і є взаємовизначальними категоріями.
До кола наукових інтересів Адама Пшеворського, серед іншого, належить проблема конфлікту. Політика, вважає науковець, «працює» з непримиренними протиріччями, які роздирають соціальну реальність. Це можуть бути релігійні, етнічні, регіональні та інші конфлікти між елітами, соціальними групами та державою тощо. Разом з тим, роль сили і згоди у вирішенні та врегулюванні конфліктів А. Пшеворський вважає «факультативною», натомість, провідною у їх структуризації і вирішенні — роль політичних інститутів.
А. Пшеворський є одним із авторів і упорядників ґрунтовного дослідження «Демократія в російському дзеркалі» (2013). Досліджуючи зв'язок політичної системи країни та її культуру, науковець доходить висновку про відсутність підстав для широко розповсюдженого твердження про те, що культурні традиції обмежують політичні можливості.

## Основні праці
- Капіталізм і соціал-демократія (1985)
- Демократія і ринок. Політичні та економічні реформи у Східній Європі та Латинській Америці (1991).
- Демократия в российском зеркале: монография / редакторы-составители A. M. Мигранян, А. Пшеворский; Моск. гос.ин-т междунар. отношений (ун-т) МИД России (2013).